# NRG Stadion
Az NRG Stadion (korábban Reliant Stadion, a 2026-os labdarúgó-világbajnokságon: Houston Stadion), stadion a texasi Houstonban. Az építését 2002-ben fejezték be, összesen 352 millió dolláros költségvetéssel. Befogadóképessége 72 220 fő, az első NFL-stadion volt, ami behúzható tetővel rendelkezett.
A stadion otthont ad a National Football League-ben szereplő Houston Texans csapatának, a houstoni rodeónak, a Texas Bowlnak, az egyesült államok labdarúgó-válogatottja egyes mérkőzéseinek és a mexikói válogatott hazai barátságos mérkőzéseinek. A stadionban rendezték a XXXVIII. és a LI. Super Bowlt, a WrestleMania 25 mellett. A 2026-os labdarúgó-világbajnokság több mérkőzését is itt fogják tartani.
Az NRG Stadion több más építménnyel együtt az NRG Park része, aminek az elnevezési jogát az NRG Energy vette meg 2000-ben, 32 évre, 300 millió dollárért.

## Labdarúgás
| Dátum               | Győztes csapat    | Végeredmény    | Vesztes csapat          | Kiírás                             | Nézőszám |
| ------------------- | ----------------- | -------------- | ----------------------- | ---------------------------------- | -------- |
| 2003. május 8.      | Egyesült Államok  | 0–0            | Mexikó                  | Barátságos                         | 69 582   |
| 2005. július 11.    | Guatemala         | 1–1            | Dél-afrikai Köztársaság | 2005-ös CONCACAF-aranykupa         | 45 311   |
| 2005. július 11.    | Mexikó            | 1–0            | Jamaica                 | 2005-ös CONCACAF-aranykupa         | 45 311   |
| 2005. július 17.    | Kolumbia          | 2–1            | Mexikó                  | 2005-ös CONCACAF-aranykupa         | 60 050   |
| 2005. július 17.    | Panama            | 1–1 (5–3 bün.) | Dél-afrikai Köztársaság | 2005-ös CONCACAF-aranykupa         | 60 050   |
| 2005. november 16.  | Bulgária          | 3–0            | Mexikó                  | Barátságos                         | 35 526   |
| 2007. június 13.    | Honduras          | 5–0            | Kuba                    | 2007-es CONCACAF-aranykupa         | 68 417   |
| 2007. június 13.    | Mexikó            | 1–0            | Panama                  | 2007-es CONCACAF-aranykupa         | 68 417   |
| 2007. június 17.    | Mexikó            | 1–0 (h.u.)     | Costa Rica              | 2007-es CONCACAF-aranykupa         | 70 092   |
| 2007. június 17.    | Guadeloupe        | 2–1            | Honduras                | 2007-es CONCACAF-aranykupa         | 70 092   |
| 2008. február 6.    | Egyesült Államok  | 2–2            | Mexikó                  | Barátságos                         | 70 103   |
| 2008. június 15.    | Mexikó            | 2–0            | Belize                  | 2010-es világbajnokság-selejtező   | 50 137   |
| 2009. július 9.     | Guadeloupe        | 2–0            | Nicaragua               | 2009-es CONCACAF-aranykupa         | 47 713   |
| 2009. július 9.     | Mexikó            | 1–1            | Panama                  | 2009-es CONCACAF-aranykupa         | 47 713   |
| 2010. május 13.     | Mexikó            | 1–0            | Angola                  | Barátságos                         | 70 099   |
| 2010. július 28.    | Manchester United | 5–2            | MLS All Stars           | 2010-es MLS All Star-gála          | 70 728   |
| 2011. június 22.    | Egyesült Államok  | 1–0            | Panama                  | 2011-es CONCACAF-aranykupa         | 70 627   |
| 2011. június 22.    | Mexikó            | 2–0 (h.u.)     | Honduras                | 2011-es CONCACAF-aranykupa         | 70 627   |
| 2012. január 25.    | Mexikó            | 3–1            | Venezuela               | Barátságos                         | 40 128   |
| 2013. május 31.     | Mexikó            | 2–2            | Nigéria                 | Barátságos                         | 62 107   |
| 2015. július 1.     | Mexikó            | 0–0            | Honduras                | Barátságos                         | 70 128   |
| 2016. június 11.    | Costa Rica        | 3–2            | Kolumbia                | Copa América Centenario            | 45 808   |
| 2016. június 13.    | Mexikó            | 1–1            | Venezuela               | Copa América Centenario            | 67 319   |
| 2016. június 21.    | Argentína         | 4–0            | Egyesült Államok        | Copa América Centenario            | 70 858   |
| 2017. június 28.    | Mexikó            | 1–0            | Ghána                   | Barátságos                         | 37 617   |
| 2017. július 20.    | Manchester United | 2–0            | Manchester City         | 2017-es nemzetközi bajnokok kupája | 67 401   |
| 2018. szeptember 7. | Uruguay           | 4–1            | Mexikó                  | Barátságos                         | 60 617   |
| 2019. június 29.    | Haiti             | 3–2            | Kanada                  | 2019-es CONCACAF-aranykupa         | 70 788   |
| 2019. június 29.    | Mexikó            | 1–1 (5–4 bün.) | Costa Rica              | 2019-es CONCACAF-aranykupa         | 70 788   |
| 2019. július 20.    | Bayern München    | 3–1            | Real Madrid CF          | 2019-es nemzetközi bajnokok kupája | 60 143   |
| 2021. július 29.    | Mexikó            | 2–1            | Kanada                  | 2021-es CONCACAF-aranykupa         | 70 304   |
| 2022. július 20.    | Manchester City   | 2–1            | Club América            | Barátságos                         | 61 223   |